# Золоте око (Каннський кінофестиваль)
«Золоте око» (фр. L'Œil d'or) — нагорода (приз) для документальних кінофільмів, започаткована у 2015 році. Її присуджують за найкращий документальний фільм, що бере участь в одній із секцій Каннського міжнародного кінофестивалю (Офіційна програма, Двотижневик режисерів, Міжнародний тиждень критиків та Класика Канн). Нагорода ініційована Громадянською спільнотою мультимедійних авторів (фр. Société Civile des Auteurs Multimédia — SCAM) і її президентом Жулі Бертучеллі та її присуджують у партнерстві з французьким Національним аудіовізуальним інститутом за підтримки Каннського міжнародного кінофестивалю та його генерального директора Тьєррі Фремо.
Приз, який складається з € 5000, вручається режисерові фільму-переможцю на офіційній церемонії нагородження в Каннах. Вперше він був вручений у Палаці фестивалів на 68-му Каннському кінофестивалі 23 травня 2015 року.

## Голови журі «Золотого ока»
- 2015 — Ріті Панх, кінорежисер,  Франція— Камбоджа
- 2016 — Джанфранко Розі, кінорежисер,  Італія
- 2017 — Сандрін Кіберлен, акторка,  Франція
- 2018 — Еммануель Фінкель, кінорежисер,  Франція
- 2019 — Йоланда Зоберман[fr], сценаристка та режисерка  Франція

## Лауреати «Золотого ока»
| Рік  | Фільм                       | Оригінальна назва           | Режисер                        | Країна          | Нагорода   |
| ---- | --------------------------- | --------------------------- | ------------------------------ | --------------- | ---------- |
| 2015 | Альєнде, мій дідусь Альєнде | Allende, mi abuelo Allende  | Марсія Тамбутті Альєнде        | Чилі, Мексика   | Золоте око |
| 2016 | Нове кіно                   | Cinema Novo                 | Ерік Роча                      | Бразилія        | Золоте око |
| 2017 | Обличчя, села               | Visages, Villages           | Аньєс Варда та JR              | Франція         | Золоте око |
| 2018 | Доро́га Самуні               | La strada dei Samouni       | Стефано Савона                 | Італія          | Золоте око |
| 2019 | Кордільєри мрій             | La Cordillera de los sueños | Патрисіо Гусман                | Франція Чилі    | Золоте око |
| 2019 | Для Сама                    | For Sama                    | Вад Аль Катеаб та Едвард Ваттс | Велика Британія | Золоте око |

## «Золоте око» — спеціальна згадка
Окрім лауреатів «Золотого ока», деякі фільми, які не стали переможцями, отримали спеціальну згадку.
| Рік  | Фільм                                  | Оригінальна назва        | Режисер                        | Країна          | Нагорода          |
| ---- | -------------------------------------- | ------------------------ | ------------------------------ | --------------- | ----------------- |
| 2015 | Інгрід Бергман: За її власними словами | Jag är Ingrid            | Стіґ Бйоркман                  | Швеція          | Спеціальна згадка |
| 2016 | Мандрівні кінотеатри                   | The Cinema Travelers     | Ширлі Абрахам та Аміт Мадхеш'я | Індія           | Спеціальна згадка |
| 2017 | Макала                                 | Makala                   | Еммануель Гра                  | Франція         | Спеціальна згадка |
| 2018 | Безкоштовно                            | Libre                    | Мішель Тоеска                  | Франція         | Спеціальна згадка |
| 2018 | Очі Орсона Уеллса                      | The Eyes of Orson Welles | Марк Кузенс                    | Велика Британія | Спеціальна згадка |